# Synodites facialis
Synodites facialis är en stekelart som först beskrevs av Thomson 1894.  Synodites facialis ingår i släktet Synodites och familjen brokparasitsteklar. Inga underarter finns listade i Catalogue of Life.